# Danuta Musiał
Danuta Teresa Musiał (ur. 1957) – polska historyk, profesor nauk humanistycznych.
Specjalizuje się w historii starożytnej. W latach 2000–2003 zajmowała stanowisko zastępcy dyrektora, od 2006 do 2010 dyrektora Instytutu Historii i Archiwistyki Uniwersytetu Mikołaja Kopernika w Toruniu. Pełni funkcję kierownika Zakładu Historii Starożytnej w IHiA UMK.
Była członkiem Komitetu Nauk o Kulturze Antycznej Polskiej Akademii Nauk.

## Ważniejsze publikacje
- Sodalicium sacrilegii : pitagorejczycy w Rzymie w okresie republiki : fakty i mity (1998)
- Historia : podręcznik dla I klasy gimnazjum (1999, wraz z Krystyną Polacką i Stanisławem Roszakiem)
- Historia : zeszyt ćwiczeń dla I klasy gimnazjum (1999, wraz z Krystyną Polacką i Stanisławem Roszakiem)
- Historia starożytna (2001, wraz z Marią Jaczynowską i Markiem Stępniem)
- Antyczne korzenie chrześcijaństwa (2001)
- Przez wieki : podręcznik do historii : gimnazjum 1 (2002, wraz z Krystyną Polacką i Stanisławem Roszakiem)
- Świat grecki od Homera do Kleopatry (2008)
- Dionizos w Rzymie (2009)